# Cartão amarelo

Cartão amarelo.

O cartão amarelo é utilizado normalmente em vários desportos pelo árbitro, no sentido de indicar ao jogador que recebe um determinado nível de punição pela sua conduta, servindo como aviso a esse jogador, que cometeu uma infracção leve. Pode ter também outros significados, fora do contexto do desporto.

## Desporto

### Futebol

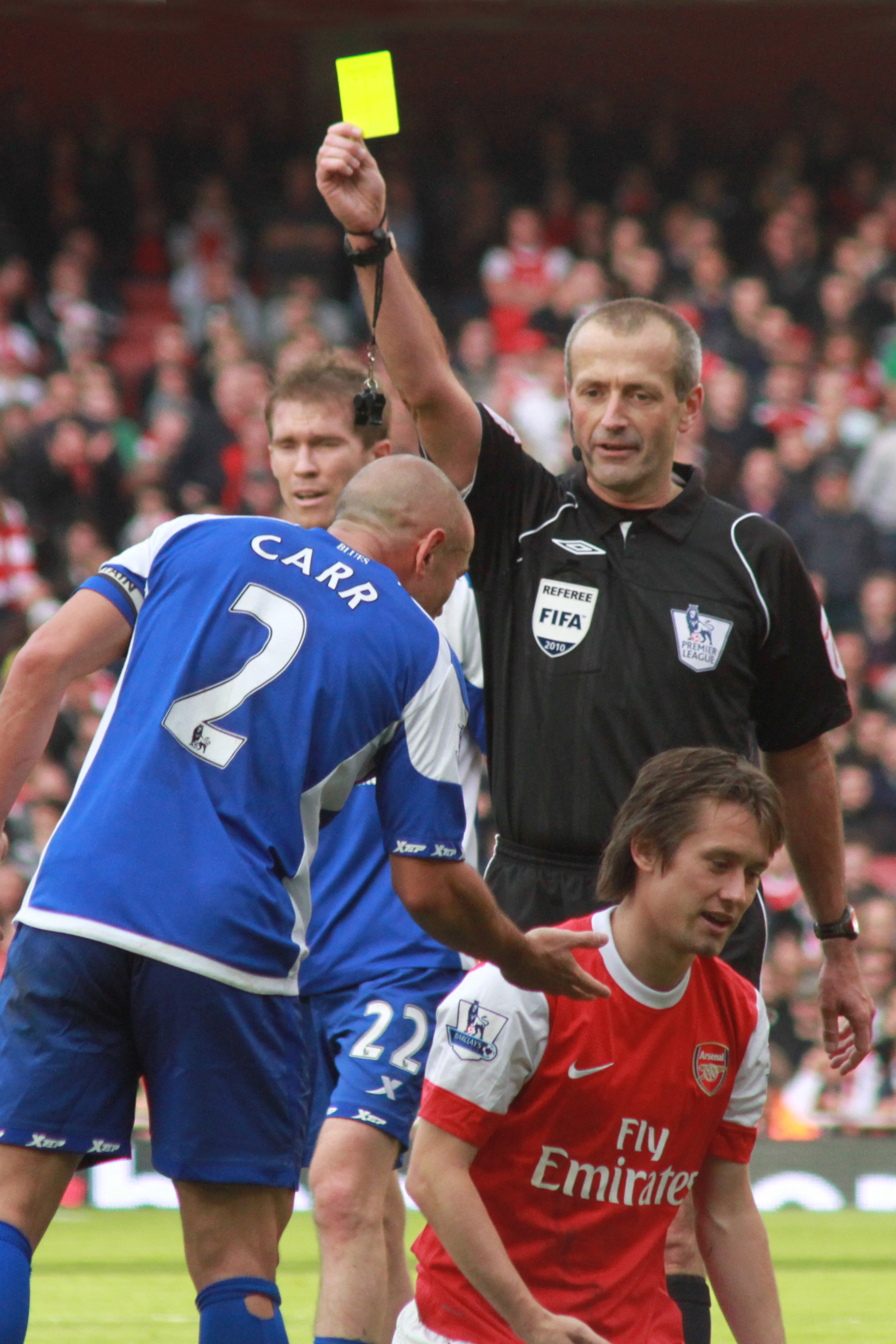
Um juiz aplicando um cartão amarelo em uma partida de futebol

No futebol é mostrado a um jogador o cartão amarelo como aviso que tenha cometido algum tipo de infração como uma falta, servindo-lhe de advertência. Para levar um cartão amarelo basta cometer a falta quando machuca de leve a pessoa; quando marca falta machucando muito a pessoa, será cartão vermelho.
Os cartões amarelo e vermelho foram introduzidos pela FIFA em Copas do Mundo a partir da Copa de 1970. Na estreia desta copa, com apenas um minuto de jogo, o juiz alemão-ocidental Kurt Tschenscher advertiu, durante discussão, o mexicano Gustavo Peña e os soviéticos Givi Nodia e Gennadiy Logofe, que tornaram-se os primeiros a receberem cartão amarelo em Copas.
Ao redor do mundo nos campeonatos regionais, estaduais, nacionais e internacionais um número predeterminado de cartões amarelos em distintas partidas faz com que o jogador torne-se inapto a jogar a próxima partida disputada por seu time como uma penalização imposta para disciplina em jogo. Por exemplo, nos campeonatos nacionais de futebol do Brasil, um jogador que receba ao todo três cartões amarelos, considera-se inapto a jogar a próxima partida disputada pelo seu clube, a contar da partida que recebeu o seu terceiro cartão. E se for expulso após possuir três cartôes acumulativos, o cartâo vermelho anula automaticamente os cartões amarelos.

### Rúgbi e rúgbi a 13
No rúgbi e no rúgbi a 13, o jogador é suspenso do jogo por 10 minutos.

### Esgrima
Na esgrima é mostrado como aviso, anulado a acção que o atleta tenha acabado de fazer.

### Artes marciais mistas
Nas artes marciais mistas é mostrado como aviso, ao ser mostrado o terceiro cartão amarelo ao mesmo atleta, resulta na sua desqualificação.

### Outros desportos

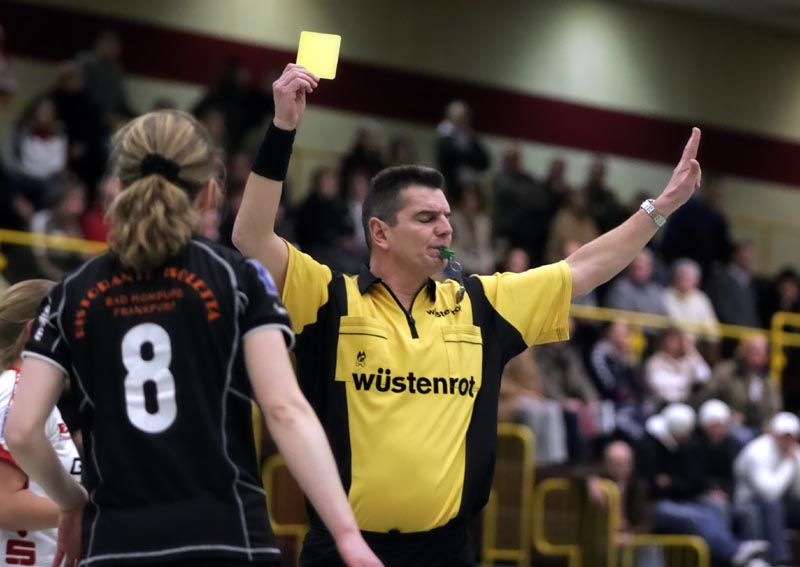
Um cartão amarelo sendo aplicado em uma partida de handebol

Voleibol, hóquei em campo, Lacrosse, Handebol e Futsal

## Outros significados
- Devido a influência do seu uso no desporto, o termo "cartão amarelo" tornou-se uma expressão corrente dirigida a alguém como aviso, ou como última oportunidade.
- Um cartão amarelo da Organização Mundial da Saúde (ou Carte Jaune) é um certificado internacional de vacinação, que contém registos de vacinas, datado e certificado por médicos que as tenham administrado. Este cartão é apresentado às autoridades da imigração acompanhados pelo passaporte, ao entrar em regiões que estejam em quarentena por razões de doença.
- Em inglês Yellowcard é uma banda de música criada em 1997, conhecidos pelo single "Ocean Avenue".